# ストームライダー
- ディズニーパーク > 東京ディズニーリゾート > 東京ディズニーシー
  - ポートディスカバリー > ストームライダー
  - 東京ディズニーシーのアトラクションの一覧 > ストームライダー

『ストームライダー』(StormRider)は、東京ディズニーシーにあったアトラクションおよびそのアトラクションに登場する飛行型気象観測ラボの名称。
2015年5月19日に、このアトラクションが設置されている場所に映画『ファインディング・ニモ』シリーズの世界を舞台とした新アトラクション「ニモ&フレンズ・シーライダー」 を導入することを発表し、それに伴い2016年5月16日、運営を終了した。

## 概要
| ストームライダー StormRider | ストームライダー StormRider | ストームライダー StormRider                         | ストームライダー StormRider                         |
| --------------------------- | --------------------------- | --------------------------------------------------- | --------------------------------------------------- |
| オープン日                  | オープン日                  | 2001年9月4日 (東京ディズニーシーと同時にオープン)   | 2001年9月4日 (東京ディズニーシーと同時にオープン)   |
| クローズ日                  | クローズ日                  | 2016年5月16日                                       | 2016年5月16日                                       |
| スポンサー                  | スポンサー                  | JCB                                                 | JCB                                                 |
| 所要時間                    | 所要時間                    | 約14分（プレショー約8分30秒 メインショー約5分30秒） | 約14分（プレショー約8分30秒 メインショー約5分30秒） |
| 定員                        | 定員                        | 244名(1キャビン122名×2機)                           | 244名(1キャビン122名×2機)                           |
| 利用制限                    |                             | 3歳以上、身長90cm以上                               | 3歳以上、身長90cm以上                               |
| ファストパス                | ファストパス                |                                                     | ○（2002年3月21日以降）                              |
| シングルライダー            | シングルライダー            |                                                     | 対象外                                              |

このアトラクションは、東京ディズニーランドの『スター・ツアーズ』と同じような、画面の映像に合わせてライドが動くことにより、実際に飛んでいるように見えるフライトシミュレーターを応用したシステムを使っている。『スター・ツアーズ』の映像は元になった映画『スター・ウォーズ』と同じようにコンピュータグラフィックスと模型を使った映像だったが、『ストームライダー』はほぼ全てCG（一部実写）で作られている。また、フライトシミュレーターの技術が進歩したことにより、前『スター・ツアーズ』より『ストームライダー』の方が映像と動きが精密にシンクロしており、臨場感が上がっている。
また、『スター・ツアーズ』では映像は前画面のみだが、『ストームライダー』では前画面に加え左右の小窓にも前画面と連動した映像が映し出されるようになった。また、映像だけではなく、水やスモークなどの特殊効果、機内にあるパイプや機器が壊れる様子などが映像とシンクロしており、より臨場感のある体験ができる。
『スター・ツアーズ』と異なる点は、1キャビンに入場可能なゲストの数が多い（1キャビンにつき122名で2機同時運営をするので、1度に244名のゲストが搭乗できる）為、回転率が高い。
東京ディズニーシーの開業時点ではファストパスの対象アトラクションではなかったが、2002年3月21日にファストパスの対象となった。

### プレショー
このアトラクションではライドに乗る前に、建物中央にある「ミッションコントロールルーム」 という部屋でプレショーが行われる。ここではミッションの概要や、ミッション時に使用される「ストームディフューザー」というミサイルのようなストームを消滅させる装置をプレフライトクルー（研究員）が説明する。しかし、説明だけではその威力は解りづらいため、館内入口側に設置されたストームチューブ（円筒形の大型カプセル）の中で人工的に小さいストームを発生させて、そこへストームディフューザーを使って爆発を起こしたらどうなるか、というストーム消滅を再現した実験が披露される。実験とはいえ、コントロールルーム内に響く爆発音は凄まじい。ちなみに、実際の爆発は実験での爆発の100万倍くらいであるという説明もされる。
ミッションコントロールルーム正面中央には積乱雲の発達具合がわかるレーダースクリーンが設置されている。説明では右上に見える雲の渦がターゲットのストームだと説明される。ミッション説明開始前のベースコントロールからの情報ではストームの中心気圧は933hPaだが、搭乗前にレーダースクリーンを見るとストームの中心気圧は922hPaまで発達してしまっていることが分かる。レーダースクリーンの中央には、メインショーでも出てくるフローティングシティがある。レーダースクリーンでのフローティングシティ(FLOATING CITY)はHYDRA-7とも表記されている。
コントロールルーム内中央のステージに立つキャストは、レーダースクリーンとストームチューブを繋ぐステージを行き来するため、東京ディズニーリゾートのアトラクションでは初めてヘッドセット式のワイヤレスマイクを採用した。なお、ストーム消滅実験での爆発の瞬間は、必ず自身の耳を塞ぐことにしている。
コントロールルームの天井部には、ストームライダーの模型が飾られている。

## ストーリー
接近中の巨大なストームを消し去るため、気象コントロールセンター（The Center for Weather Control 略称：CWC）は対ストーム用の航空機、ストームライダー1号機・2号機を投入。開発したストームディフューザーを使ったストームを消滅させるミッションへ向かう。安全性の高い、簡単なミッションだと思われたが、落雷を受け1号機が離脱。ミッションは中止の連絡が入るが、2号機のパイロットであるキャプテン・デイビスは独断でミッションの続行を決意。見事にストームを消滅させたのもつかの間、暴風雨に見舞われ、終盤には爆破の影響でエンジンが完全にかからなくなり垂直落下、海へと墜落するも無事生還する。

### 登場人物
キャプテン・デイビス
声 - 磯部弘
ストームライダー2号機のパイロット。
キャプテン・スコット
声 - 土師孝也
ストームライダー1号機のパイロット。
ベース・コントロール
声 - 磯辺万沙子
総司令官の女性。

## 航空機としてのストームライダー
CWCがストームを破壊する目的で開発した新型飛行型気象観測ラボ。
ストームの上部から目に進入し、ストームディフューザーを発射するという運用が行われている。双発の飛行艇（水上機）であり、胴体下左右にエンジンポッドとフロートがついている。このエンジンポッドはティルトジェットであり、短距離離着陸やストームの目の中への進入を行う事を可能としている。
機体形状は涙滴型の高翼機。機体上部に直線翼の主翼を有し、主翼には航空灯がついている。テールブームを介し、上にV字の垂直尾翼と下向きのT字型尾翼を有している。コックピットは胴体前方下側にあり、コックピットの上部には乗客が乗るビューポートが位置している。ビューポートの窓はシールドで閉鎖する事も可能。ストームディフューザーは主翼の付け根部分に格納されている。また、機首にはピトー管が備えられている。ショー中に主翼が動くシーンは描かれていないが、東京ディズニーリゾート限定で発売されているストームライダーのトミカは、箱に収納するための可変後退翼を有している。
諸元
- 全長：約39.50 m
- 全幅：約45.80 m
- 全高：約19.50 m
- 装備：ストームディフューザー × 1
- 乗員：123名（観測デッキ122名+コックピット1名）
- 運用者：CWC

## StormRider Forever!
ストームライダークローズを受けて行われたグッズなどに記されたキャッチコピー。
ストームライダー機体のイラスト、運用期間などが描かれたポストカード（200円）やファイルが販売された。
なお、クローズ後、東京ディズニーリゾート35周年仕様のストームライダーのトミカが販売された際は、このキャッチコピーは使用されなかった。